# Põlva
Põlva (německy Pölwa nebo Pölwe, lotyšsky Pelva) je město v estonském kraji Põlvamaa, jehož je též správním střediskem. Je součástí stejnojmenné samosprávné obce Põlva.